# Stay the Night (James Blunt)
"Stay the Night" is een liedje van James Blunt. Het werd op 25 oktober 2010 uitgegeven als eerste single van zijn derde studialbum, Some Kind of Trouble. In Oostenrijk werd de single reeds op 10 september uitgegeven.
Blunt schreef "Stay the Night" met Ryan Tedder (van OneRepublic) en Kevin Griffin (van Better Than Ezra).
Dit liedje wordt ook gebruikt voor de begingeneriek van de Vlaamse soap Familie.

## NPO Radio 2 Top 2000
Stay the Night stond alleen in 2011 in de NPO Radio 2 Top 2000, op plek 1489.